# Вашингтон (округ, Вермонт)
Шаблон:StateAbbr_ 44°14′57″ пн. ш. 72°34′51″ зх. д. / 44.249166666667° пн. ш. 72.580833333333° зх. д.
Округ  Вашингтон (англ. Washington County) — округ (графство) у штаті  Вермонт, США. Ідентифікатор округу 50023.

## Історія
Округ утворений 1811 року.

## Демографія
За даними перепису 2000 року загальне населення округу становило 58039 осіб, зокрема міського населення було 28310, а сільського — 29729. Серед мешканців округу чоловіків було 28442, а жінок — 29597. В окрузі було 23659 домогосподарств, 15053 родин, які мешкали в 27644 будинках. Середній розмір родини становив 2,91.
Віковий розподіл населення поданий у таблиці:
| Стать    | До 15 років | 15-21 | 22-29 | 30-39 | 40-49 | 50-65 | 65-85 | Понад 85 |
| -------- | ----------- | ----- | ----- | ----- | ----- | ----- | ----- | -------- |
| Чоловіки | 5603        | 3257  | 2532  | 4177  | 4883  | 5017  | 2697  | 276      |
| Жінки    | 5479        | 2530  | 2496  | 4378  | 5230  | 4994  | 3637  | 853      |

## Суміжні округи
- Ламойлл — північ
- Каледонія — північний схід
- Орандж — південний схід
- Еддісон — південний захід
- Читтенден — північний захід

## Виноски
1. ↑  U.S. Decennial Census. United States Census Bureau. Архів оригіналу за 19 липня 2018. Процитовано 29 червня 2015.
2. ↑  Historical Census Browser. University of Virginia Library. Архів оригіналу за 11 серпня 2012. Процитовано 29 червня 2015.
3. ↑  Forstall, Richard L., ред. (27 березня 1995). Population of Counties by Decennial Census: 1900 to 1990. United States Census Bureau. Архів оригіналу за 24 вересня 2015. Процитовано 29 червня 2015.
4. ↑  Census 2000 PHC-T-4. Ranking Tables for Counties: 1990 and 2000 (PDF). United States Census Bureau. 2 квітня 2001. Архів оригіналу (PDF) за 18 грудня 2014. Процитовано 29 червня 2015.
5. ↑  State & County QuickFacts. United States Census Bureau. Архів оригіналу за 22 липня 2011. Процитовано 30 грудня 2013.(англ.) Наведено за англійською вікіпедією.
6. ↑  American FactFinder. Бюро перепису населення США. Архів оригіналу за 26 лютого 2012. Процитовано 31 січня 2008.

| США | Це незавершена стаття з географії США. Ви можете допомогти проєкту, виправивши або дописавши її. |